# Предео изузетних одлика Планина Цер
Предео изузетних одлика Планина Цер је заштићено подручје у северозападној Србији, на јужном ободу Панонског басена, са запада омеђен Дрином, са југозапада долином Јадра, а северне стране Мачвом.

## Историјат
Завод за заштиту природе Србије је доставио 1. јула 2019. године Студију заштите Предела изузетних одлика „Планина Цер” Министарству заштите животне средине Републике Србије које га је 2023. прогласио за предео изузетних одлика са заштитом природног подручја прве категорије и режимима заштите другог и трећег степена.
Део је еколошки значајног подручја Републике Србије које је према Уредби о еколошкој мрежи идентификован редним бројем 31 и обухвата просторну целину на којој се налази међународно значајно подручје за птице.

## Простор
Административно се налази на територијама градова Лозница и Шабац, на површини од укупно 6259,62 хектара, од тога 65,03% је у државној својини, 25,04% у приватној, 12,22% у црквеној, 0,65% у јавној и 0,06% у друштвеној.

## Категорија заштићеног подручја
Према Правилнику о критеријумима вредновања и поступку категоризације заштићених подручја сврстава се у прву категорију – међународног и националног изузетног значаја.

## Биљни и животињски свет
Садржи четиристо тринаест биљних таксона једног или више организама, од којих сто тридесет и једна врста има национални и међународни значај. Међу њима су крвавац, пет врста орхидеја – заврата бела, калужђарка, остружница, шиљореп, каћунак, салеп и вимењак, двадесет и девет врста дрвећа – дванаест са списка реликтних, ендемичних, ретких и угрожених ксеротермних климатогених заједница храстова, цера, китњака и граба.
Од животиња садрже седам врста водоземаца – шест строго заштићених и осам врста гмизаваца – четири врсте строго заштићених међу којима су даждевњак, алпски мрмољак, барска корњача, белоушка и рибарица и специфичне степске врсте – пољска волухарица, зец и ласица.